# 椿しの
椿 しの（つばき しの、1987年9月20日 - ）は、日本のAV女優、フォト・モデル。他の芸名は大智 そあ（だいち そあ）（本名：高雄裕美子）として活動。公式ブログで大阪芸術大学舞台芸術学科卒と公表。

## 人物
趣味・特技:ダンス、バレエ。
元AV女優、元風俗嬢。
舞台、映画出演、DVDなどを中心に、「大智そあ」として活動したのち、現在は宗教活動へ従事。

## 略歴
京都府出身。2013年にAV女優としてデビュー。
舞台女優、フォトモデルを経て、近年は宗教的な活動をしている。
キャスティング会社経由で、イベントコンパニオンなども務める。

## 出演作品

### 舞台
2014年
- 忠臣蔵

2015年
- 猫忠臣蔵
- 闇をときなす音色
- 新撰組あと始末記

### 映画
2014年
- SとM

### アダルトDVD
2013年
- 新妻、献身の代償は…レイプ。[2]（4月7日、アタッカーズ）
- 脅迫された美人女教師[3]（6月7日、アタッカーズ）
- プロバレエダンサー無残 凌辱のアティテュード[4]（7月7日、アタッカーズ）

### イメージビデオ
2014年
- ～秘密の花園～（10月31日、ビーエムドットスリー）※ 大智そあ 名義

2015年
- 時にはプリマの夢をみる（1月23日）※ 大智そあ 名義